# Charlotte Mew

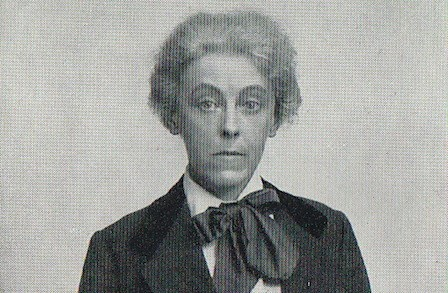
Charlotte Mary Mew (1900)

Charlotte Mary Mew (* 15. November 1869 in London; † 24. März 1928 ebenda) war eine englische Dichterin.

## Leben und Schaffen
Charlotte Mews Vater Frederick war Architekt, ihre Mutter Anna Maria stammte aus einer wohlhabenden Familie. Charlotte hatte sechs Geschwister, von denen jedoch drei im Kindesalter starben und zwei im Jugendalter in eine psychiatrische Klinik eingewiesen wurden. Als ihr Vater 1898 starb, verarmte die Familie. Mews Leben gilt daher als unglücklich und von der Angst vor psychischen Störungen geprägt. Um eine vermutete „Familienstörung“ nicht weiter zu vererben, blieben sie und ihre Schwester Anne unverheiratet und kinderlos.
Mew, die um die Wende vom Viktorianischen Zeitalter zur Moderne lebte, war feministischen Ideen zugetan. Sie besuchte Vorlesungen am University College London, reiste allein durch Frankreich, trug ihr Haar kurz, kleidete sich auffallend und rauchte Zigaretten. Es gibt Vermutungen über eine homosexuelle Orientierung Mews.
Im Jahr 1894 veröffentlichte sie ihre erste Kurzgeschichte in The Yellow Book, weitere Geschichten, Essays und v. a. Gedichte in anderen Zeitschriften folgten. Ihre erste Gedichtsammlung erschien 1915 in England und 1921, unter anderem Titel, in den Vereinigten Staaten. Mews lyrisches Werk ist thematisch von Leiden und Tod geprägt. Sie experimentierte mit Formen, Bildern und Sprache, was ihr so namhafte Bewunderer wie H. D., Thomas Hardy, Ezra Pound, Siegfried Sassoon und Virginia Woolf einbrachte.
Während eines Aufenthalts in einem Pflegeheim infolge eines Zusammenbruchs beging sie am 24. März 1928 Selbstmord.

## Werke (Auswahl)
- 1915: Farmer’s Bride
- 1929: The Rambling Sailor